# Нодзари, Андреа
Андреа Нодзари (Ноццари; итал. Andrea Nozzari или Nosari; 27 февраля 1776, Вертова, Бергамо, Венецианская Республика — 12 декабря 1832, Неаполь, Италия) — итальянский оперный певец, для которого писал партии в своих неаполитанских операх молодой Россини. Выступал с различными театральными труппами импресарио Доменико Барбайя в Неаполе. Среди его учеников  — Дж. Б. Рубини, Николай Иванов и Антонио Поджи.

## Биография
Как и многие знаменитые теноры начала XIX века, происходит из окрестностей Бергамо (в то время владение Венецианской республики). Родители – Франческо Ноццари и Тереза Виганони. Мать была старшей сестрой известного тенора Джузеппе Виганони. При крещении был записан как Нозари (итал. Nosari).
Брал уроки музыки у аббата Луиджи Петробелли, капельмейстера кафедрального собора Бергамо, затем у известного тенора Джакомо Давида. Также учился в Риме. Дебютировал на оперной сцене в Ломбардии в 1794 году. 
В 1796 году на сцене театра «Ла Скала» в Милане участвовал в опере Висенте Мартина «Укрощение строптивой» (итал. La capricciosa coretta). В 1803–1806 гг. пел на сцене «Театра итальянской комедии» в Париже — сначала как контральтино, потом как баритенор.
Наиболее яркий период творчества Нодзари связан со временем, когда неаполитанским театром «Сан-Карло» заведовал Джоаккино Россини. В его операх он первым исполнил партии герцога Лестера («Елизавета, королева Английская»), Отелло («Отелло»), Ринальдо («Армида»), Аменофиса («Моисей в Египте»), Родриго («Дева озера»), Паоло Эриссо («Магомет II»). Также первый исполнитель заглавной партии в «Альфреде Великом» Доницетти. О таланте Нодзари высоко отзывался Стендаль.

## Вокальные данные
Нодзари обычно именуется тенором, однако его вокальные данные не вполне соответствуют современным представлениям об этом типе голоса. В молодости пел высоким голосом (контральтино), но в районе 30 лет утратил верхний регистр, при этом свободно исполнял баритональные партии и даже партии, которые обычно исполняет бас (например, Дон Жуана). В целом наиболее адекватно квалифицировать его в качестве баритенора. 
В XX веке театрам было трудно подобрать певцов с тесситурой, подходящей для исполнения тех партий, которые были рассчитаны на Нодзари.  В первые десятилетия XXI века такие партии с успехом исполнял баритенор Майкл Спайрз.